# Filippo Cassola
Filippo Càssola (Ferrandina, 12 settembre 1792 – Napoli, 25 luglio 1869) è stato un chimico e inventore italiano.

## Biografia
Filippo Cassola nacque a Ferrandina il 12 settembre 1792, da nobile discendenza di Mondovì. Suo padre Nicola esercitava la carica di governatore e di ripartitore di beni demaniali e, in qualità di giudice regio, morì a Sorrento. Sua madre, Emanuela Pezzella, era sorella del vescovo di Teano e dell’araldo reale e amministratore del regio Palazzo di Caserta.
Lo scienziato ebbe per moglie la signora Maria Di Lucca di origini napoletane, da cui ebbe sei figli, tre maschi e tre femmine: Alessandro, Carlo, Eduardo, Giovanna, Adelaide e Amalia. La sua vita, come quella di tutti i migliori esponenti del pensiero italiano, fu caratterizzata da non poche avversioni, dovute certamente alle idee politiche, che in quei tempi si professavano anche dai suoi familiari. Infatti, nel 1849, egli venne destituito da tutte quelle cariche che aveva guadagnato e gli fu proibito di insegnare in privato e di ristampare persino le sue opere. Nel 1850, fu invitato ad allontanarsi da Napoli e a ritirarsi con la famiglia a Ercolano. Con la cacciata dei Borboni dal regno di Napoli, avvenuta nel 1860, ebbero termine le persecuzioni per Cassola. Venne allora insignito dell'onorificenza mauriziana e reintegrato nelle cariche, e prima d'ogni altro nella nomina di professore emerito della farmacia del Complesso degli Incurabili con un annuo stipendio di 1800 lire. Morì a Napoli il 25 luglio 1869.

### Famiglia
Delle sue figlie, la primogenita Giovanna sposò l’illustre mineralogista Arcangelo Scacchi; Amalia sposò Ernesto Filotico, dal quale discendeva la signora Virginia Filotico - Cafiero.
Carlo, suo figlio, fu incarcerato nel dicembre 1847 e poi esiliato. Questi si recò successivamente in Lombardia con la prima coscrizione volontaria dove ottenne il grado di ufficiale per la memorabile giornata del 30 aprile a Pastrengo; si recò successivamente in Ungheria, in Grecia, in Turchia e poi a Parigi, dove in seguito a studi e concorsi, fu inviato come professore in un'università in Ecuador, dove sposò la "señorita" Adelaide. Per imputazioni politiche gli altri due figli, Alessandro ed Eduardo, vennero anch'essi arrestati nell'agosto 1849. Entrambi ottennero la libertà provvisoria dietro cauzione e sorveglianza; il primo dopo due anni e il secondo, dopo sette mesi di detenzione. Nessun favore, nessun sussidio o compenso fu chiesto dalla loro famiglia a rivalsa di tanti danni sofferti a causa delle lotte per l'Indipendenza e per l'unificazione della Patria. Nel 1861 rientrò dall'esilio il figlio Carlo, il quale fondò a Napoli una facoltà di chimica, pubblicò libri e poi morì nel 1868. Alessandro invece, funzionario nel dicastero della Pubblica Istruzione, morì celibe nel 1888. Eduardo, in seguito alla campagna del 1860, fu promosso ufficiale e si dimise per applicarsi alla questura di Napoli, dove veniva chiamato dalle premure del sindaco del tempo Nicola Amore. Eduardo sposò la nobile contessa Giulia Fieschi Ravaschieri e morì nel 1893.

### Studi e formazione
Grazie ai suoi grandi studi, Filippo Cassola, volle applicare il suo ingegno alle scienze naturali, con tanto amore da meritare, insieme con le sue opere, la stima dei maggiori scienziati d’Europa.
Fu professore di fisica nel collegio militare della Nunziatella di Napoli, professore di chimica e di mineralogia nella Scuola di Applicazione dei Ponti e Strade, socio dell'Accademia delle Scienze di Torino (dal 19 luglio 1835), della Società di Chimica medica Linneana e di chimica e fisica di Parigi, dell'Istituto Storico di Francia, della Società filosofico-medica di Wurtzburg in Baviera, dell'Accademia Gioenia di scienze naturali di Catania e infine dell'Accademia Peloritana dei Pericolanti di Messina.

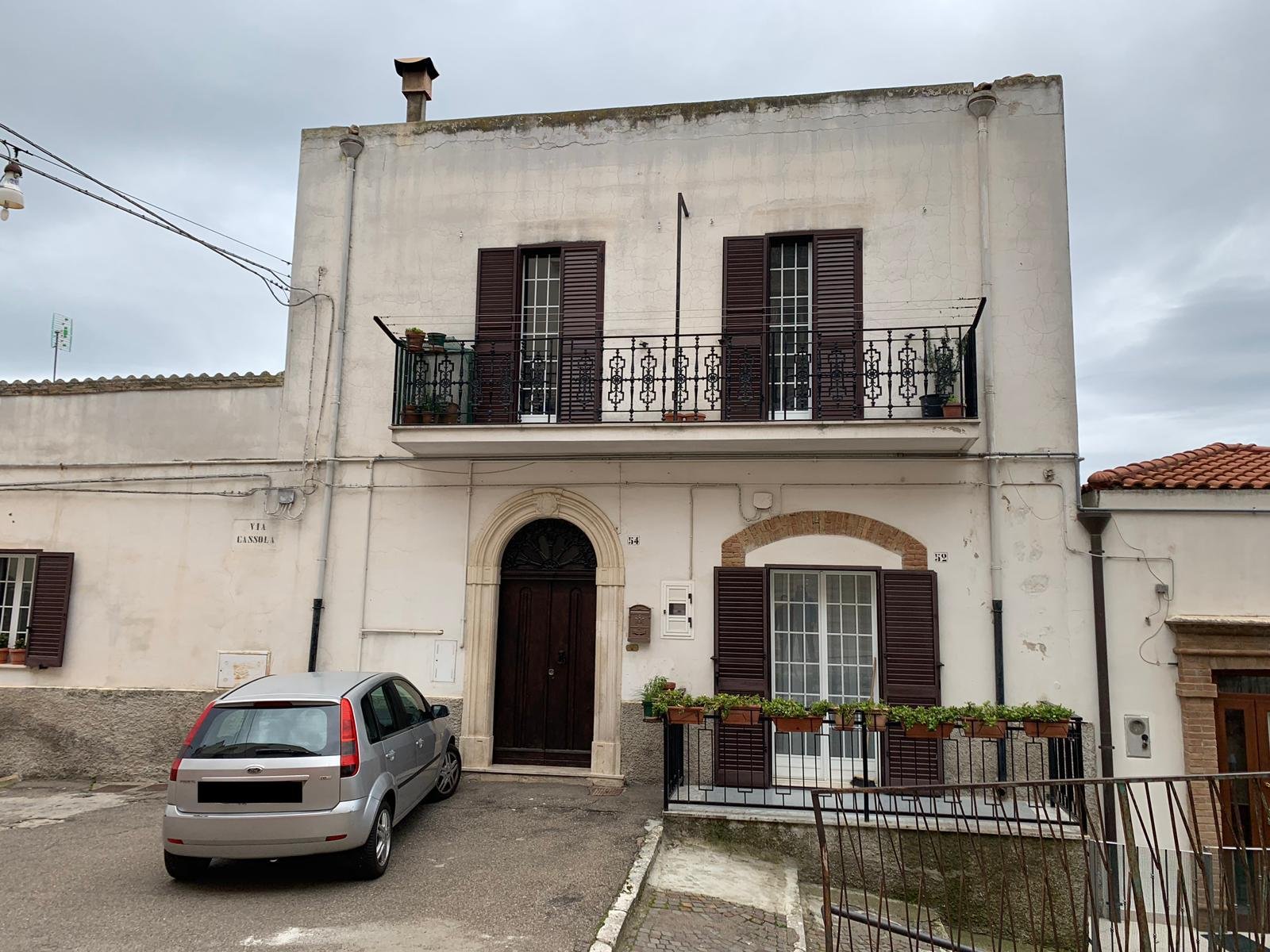
Luogo in cui abitava Filippo Cassola, via Cassola, Ferrandina (2019)

Le sue opere furono molto apprezzate in Italia, Francia, Germania e Russia. Di grande valore sono i trattati di chimica, che lo resero celebre in Europa, insieme a molte altre memorie scientifiche, che gli diedero grande fama dappertutto. Nei primi anni del 1800, a causa di scarsa disponibilità di docenti validi, l'Ospedale degli Incurabili fu costretto a chiudere il collegio degli studenti. Successivamente fu disposta la riapertura e Filippo Cassola venne assunto come responsabile nel laboratorio del suddetto Stabilimento degli Incurabili a Napoli all'età di diciotto anni. Partecipò, insieme con altri giovani medici dell'ospedale, alle idee liberali della Rivoluzione Partenopea del 1799. Stimolato dall'eleganza delle strutture della farmacia dell'Ospedale, Filippo Cassola, poco più che ventenne, realizzò le prime esperienze di laboratorio, portando avanti gli studi di chimica farmaceutica. Nel clima della restaurazione borbonica, dove qualsiasi forma di innovazione era fortemente contrastata dalla censura, lo scienziato non poté coltivare le sue idee e i suoi progetti scientifici in piena libertà.

#### Osservazioni sulla chimica inorganica e analitica
Durante gli scontri per l'Unità d'Italia, il chimico ferrandinese concentrò il suo interesse sulla chimica inorganica e sulla chimica analitica attraverso studi su due particolari sostanze: la cubebina (Piper cubeba o pepe di Giava) e la lupinina. La cubebina veniva estratta dal Piper cubeba, una specie di pepe asiatico, conosciuto come pepe dell’India, con lo scopo di migliorare la cura della gonorrea (nominata popolarmente, specie in quei tempi, “scolo”); egli individuò un metodo per la preparazione del solfato di chinino, estraendo dal cubebe la nuova sostanza. In seguito all'esperienza in Francia e Inghilterra, dove soggiornò per due anni, poté disporre di ampie nozioni acquisite in tal campo. Nel 1821 Cassola pubblicò uno studio sull'estrazione dello iodio dall'alga marina.
“Essendomi trovato a diporto in un luogo della costiera, che guarda il Mediterraneo, vicino al golfo di Salerno, vidi in diverse spiagge di esse una grande quantità ...di Zostera Oceanica, volgarmente chiamata alga marina. M’immaginai che questa avesse potuto contenere il Iode; perciò ne feci ammucchiare una quantità, che, avendola riunita dentro gli incavi di alcuni sassi a larga superficie, vi adattai un solfanello acceso per poterla bruciare, ed indi raccoglierne le ceneri”.
Trattate le ceneri con acido solforico e acqua bollente, si manifestarono vapori che testimoniavano la presenza dello iodio.
Si riporta da un carteggio di Davide Winspeare, ex ufficiale dell'esercito napoletano rifugiatosi in Russia dopo il 1860 per militarvi, una sua lettera scritta all'amico Ferrarelli, il quale era interessato a favore dei Cassola, e la si riporta perché documenta i meriti dello scienziato e conferma le non floride condizioni in cui il medesimo lasciò la famiglia.
Pietroburgo, 21 gennaio 1889
Caro Ferrarelli,
Ti sono grato della memoria che servi di me e della testimonianza dei tuoi amichevoli sentimenti che mi hai dato con l'obbligante lettera del 10 corr. m. Sarei stato lieto, se avessi potuto rendere un servizio alla Signora Filotico, figlia del nostro caro e venerato maestro, signor Cassola. Ma la sua domanda non è stata e non poteva essere accolta; né mi sembra che in questa circostanza il governo Russo possa essere accusato di mancanza di memoria, o di generosità. Il signor Cassola è venuto in Russia, orsono quasi cinquanta anni; egli fu ricevuto coi riguardi e le attenzioni dovute al suo merito; fu largamente ricompensato pei suoi lavori scientifici e per le sue pene; e ritornò in patria soddisfatto nel suo amor proprio e nei suoi interessi. Non è dunque possibile di richiamare alla mente dei governanti i servigi del signor Cassola, i quali furono pagati a tempo debito e pei quali non si può rivendicare alcun diritto. Mi compiaccio di sapere che sei contento della tua posizione e delle tue occupazioni. Io invecchio, ma non posso dolermi della mia salute, la quale resiste ancora bene al clima rigidissimo del paese che mi ospita. Addio Ferrarelli; sta stano, e ricordati di tanto in tanto del tuo compagno ed amico.

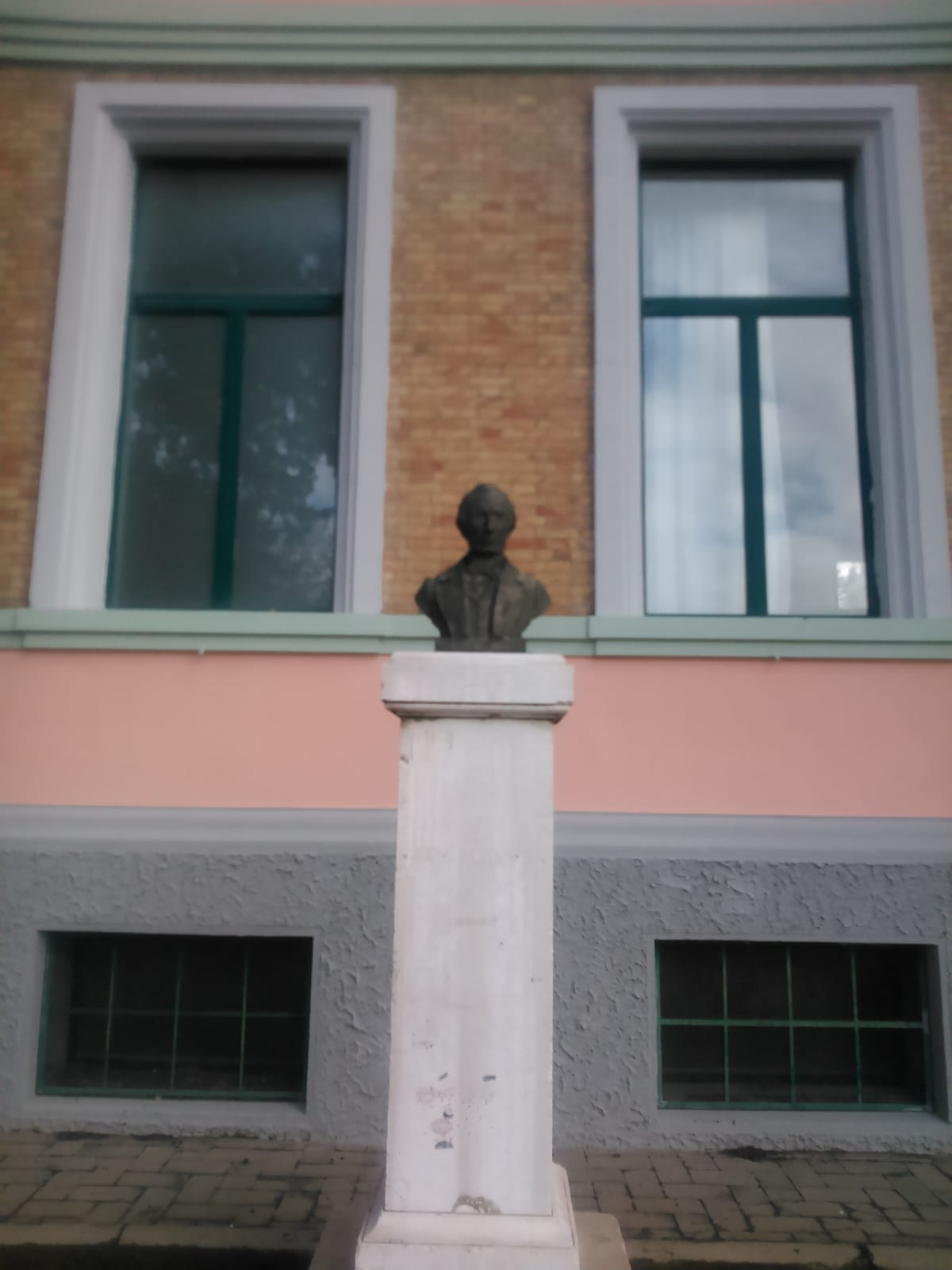
Busto di Filippo Cassola

Davide Winspeare

#### Sole di Cassola
L'invenzione che senz'altro portò grande fama al chimico, e degna di importanti riconoscimenti nel mondo antico e moderno, fu il "Sole di Cassola".
"Egli diè spettacolo d'una nuova luce, che, secondo i cronisti del tempo, fece sembrare la notte illuminata a luce di sole."
Trasformando la luce di Drummond, un concentrato di gas ossidrico sull'ossido di calcio, scoprì quella lampada abbagliante che egli stesso osò sperimentare per prima sul faro del Molo Angioino di Napoli. Il calore sviluppato nella combustione stessa rende incandescente un corpo introdotto nella fiamma (come ad esempio un cilindretto di ossido di calcio). Nel punto dove il dardo della fiamma batte sopra il cilindretto, questo, reso incandescente, risplende di luce vivissima.
Nel 1838, lo zar di Russia Nicola I, lo chiamò a illuminare la capitale dell'Impero. Il Cassola incominciò l'esperimento nell'Imperiale Teatro di Pietroburgo e precisamente, la sera in cui si rappresentava l'opera in musica di Gioacchino Rossini : "Il Mosè". Nel momento infatti, in cui il grande Profeta implorò dal cielo la cessazione delle tenebre, comparve la portentosa luce, che sbalordì gli spettatori, i quali l'appellarono "Sole di Cassola". Stupefatto da quella invenzione, il letterato Giuseppe Perticari gli dedicò un canto che è tutto un inno di gloria alla scoperta e all’autore.

## Scritti principali
- Sull'estrazione dell'ioide della zostera oceanica.., in Atti del R.Istituto d’incoraggiamento alle scienze naturali di Napoli, vol. III, 1822, pp. 260–262
- Azione dell'ammoniaca sul fosforo, 1823.
- Corso elementare di Chimica, Napoli, stamp. Simoniana 1824, Vol. 4 in 8°.
- Estrazione dello Iodio dalla Zostera Oceanica, 1824.
- Combustione del platino, 1825.
- Meteoroscopo, 1825.
- Memoria analitica sui cloruri di Mercurio ed alcuni composti creduti identici col Mercurio dolce, Napoli stamp. francese, 1825 in 8°.
- Sulla non identità del protocloro di mercurio, 1825.
- Analisi del nitrato di argento in contatto con gli estratti vegetali, 1826.
- Indicotina ed indaco scolorati dall'etere solforico, 1826.
- Sostituzione dei fili di rame argentati a quelli di platino, Napoli 1826.
- Sulla tintura di curcuma, 1826.
- Nuovi processi per avere il solfato di chinino, 1829.
- Ricerche analitiche sulle acque potabili di Napoli, Napoli 1829.
- Analisi dell'acqua termominerale balneolana, 1831.
- Processo facile e sicuro per scoprire il ferro nelle acque potabili, 1831.
- Lo spettatore del Vesuvio e dei Campi Flegrei (L. Pilla), Napoli 1832.
- Di alcuni nuovi alosali ed ossisali, in Annali Civili del Regno delle Due Sicilie, Napoli 1833, p. 108
- Sintesi del protocloro di mercurio,1833.
- Analyse et propretè medicinales des eaux minerales de Castellamare par mm. les professeurs Sementini, Vulpes et Cassola, Naples, chez B. Girard & C.ie, 1834.
- Cubebina sostanza trovata del cubele, Napoli 1834.
- Lupinina nuova sostanza trovata nel lipuninus thermos, 1834.
- Trattato di chimica elementare applicata alla Medicina, alla Farmacia, alla Mineralogia, all’Agricoltura ed alle Arti, Napoli stamp. Fibreno 1835, Vol 5 in 8.°
- Dizionario di farmacia generale, Napoli, Fibreno 1836 e tip. Milit. 1846 in 2ª edizione.
- Trattato di chimica elementare, 5 voll. Napoli 1838.
- Trattato elementare di fisica applicata alle scienze naturali ed alle arti - Napoli 1845, Vol. 2 in 8°.
- Modo più facile per determinare con esattezza l'acido carbonico nelle acque minerali, 1854.
- Analisi delle principali acque di Castellamare, Napoli 1885.